# Robert Brubaker
Robert Brubaker (* 1963 in Manheim, Pennsylvania, USA) ist ein US-amerikanischer Opernsänger (Tenor).

## Leben
Robert Brubaker studierte am Hartt College of Music in Harford, Connecticut. Kurz nach seinem Abschluss bekam er ein Engagement an der New York City Opera, wo er vom Bariton im Chor zu einem der ersten Tenöre des Hauses wurde. Er sang Partien wie Rodolfo in La Bohème, Pinkerton in Madama Butterfly, den Duca in Rigoletto, Alfred in Die Fledermaus, Alfredo in La traviata und Cavaradossi in Tosca.
Im Jahre 1992 sang er an der Metropolitan Opera einen Meister in Die Meistersinger von Nürnberg und 1994 in Rom die Titelpartie in Zemlinskys Der Zwerg. Eine weitere Station seiner Karriere war die English National Opera in London, wo er 1995 in Kurt Weills Aufstieg und Fall der Stadt Mahagonny und 1999 die Titelrolle in Peter Grimes sang.
2000 debütierte er an der Opéra Bastille als Pierre in Prokofjews Krieg und Frieden.
Bei den Salzburger Festspielen war er 2002 in der Titelrolle des König Kandaules von Zemlinsky und als Alviano in Die Gezeichneten von Franz Schreker zu hören.

## Partien
- Alban Berg: Wozzeck – Hauptmann
- Benjamin Britten: Peter Grimes – Peter Grimes
- Benjamin Britten: Billy Budd – Captain Vere
- Ferruccio Busoni: Doktor Faust – Mephistopheles
- Engelbert Humperdinck: Hänsel und Gretel – Hexe
- Leoš Janáček: Die Sache Makropulos – Gregor
- Leoš Janáček: Jenůfa – Laca
- Leoš Janáček: Káťa Kabanová – Boris
- Modest Mussorgski: Chowanschtschina – Golizyn
- Modest Mussorgski: Boris Godunow – Dmitri
- Sergei Prokofjew: Krieg und Frieden – Pierre
- Giacomo Puccini: La Bohème – Rodolfo
- Giacomo Puccini: Tosca – Cavaradossi
- Giacomo Puccini: Madama Butterfly – Pinkerton
- Dmitri Schostakowitsch: Lady Macbeth von Mzensk – Sergej
- Franz Schreker: Die Gezeichneten – Alviano
- Johann Strauss: Die Fledermaus – Alfred
- Richard Strauss: Salome – Herodes
- Richard Strauss: Die Frau ohne Schatten – Kaiser
- Giuseppe Verdi: Rigoletto – Duca
- Giuseppe Verdi: La traviata – Alfredo
- Richard Wagner: Das Rheingold – Loge
- Richard Wagner: Das Rheingold – Mime
- Richard Wagner: Siegfried – Mime
- Alexander von Zemlinsky: Der Zwerg – Zwerg
- Alexander von Zemlinsky: Der König Kandaules – König Kandaules